# Metatorbernita
La metatorbernita és un mineral radioactiu de la classe dels fosfats. Va ser descoberta l'any 1916 a les Muntanyes Metal·líferes, a l'estat de Saxònia (Alemanya), i va ser anomenada així per Arthur Francis Hallimond a partir de la seva fórmula química, semblant a la de la torbernita però amb un contingut inferior d'aigua. Forma part del grup metaautunita de minerals.

## Característiques
La Metatorbernita és un uranil-fosfat de coure, hidratat. La seva estructura cristal·lina està formada per capes alternes d'uranil i fosfat, com tots els minerals del grup de la metaautunita al qual pertany. Forma una sèrie de solució sòlida amb el mineral metazeunerita, en la qual la substitució gradual del fòsfor per arsènic va donant els diferents minerals de la sèrie. A més dels elements de la seva fórmula, sol portar com a impureses: calci, bari i magnesi, que li donen diferents tonalitats. També segons impureses els cristalls poden mostrar molts tipus de brillantor, des de terrós-ennuvolat a translúcid-sedós.
Pot ser usat com a mena d'urani. Per ser un mineral radioactiu ha de ser tractat amb les degudes precaucions: rentar-se les mans després de manipular-lo, evitar inhalar la pols o ingerir, evitar prolongades exposicions en la proximitat del cos i, en cas de grans quantitats, emmagatzemar en àrees deshabitades.
Segons la classificació de Nickel-Strunz, la metatorbernita pertany a «08.EB: Uranil fosfats i arsenats, amb ràtio UO₂:RO₄ = 1:1» juntament amb els següents minerals: autunita, heinrichita, kahlerita, novačekita-I, saleeïta, torbernita, uranocircita, uranospinita, xiangjiangita, zeunerita, metarauchita, rauchita, bassetita, lehnerita, metaautunita, metasaleeita, metauranocircita, metauranospinita, metaheinrichita, metakahlerita, metakirchheimerita, metanovačekita, metazeunerita, przhevalskita, meta-lodevita, abernathyita, chernikovita, meta-ankoleita, natrouranospinita, trögerita, uramphita, uramarsita, threadgoldita, chistyakovaita, arsenuranospathita, uranospathita, vochtenita, coconinoita, ranunculita, triangulita, furongita i sabugalita.

## Formació i jaciments
Es forma com a mineral secundari resultant de la deshidratació per exposició a la intempèrie del mineral torbernita. Es pot formar també com a mineral primari per sobre de 75 °C. Sol trobar-se associada a altres minerals com: torbernita i metaautunita.